# Feliniopsis tulipifera
Feliniopsis tulipifera är en fjärilsart som beskrevs av Saalmüller 1891. Feliniopsis tulipifera ingår i släktet Feliniopsis och familjen nattflyn. Inga underarter finns listade i Catalogue of Life.